# Alfhild Agrell
Alfhild Teresia Agrell, född Martin den 14 januari 1849 i Härnösand i Västernorrlands län, död 8 november 1923 på ett sjukhem i Flen, då skriven i Aneby i Bredestads församling i Jönköpings län, var en svensk författare och dramatiker. Hon skrev under pseudonymerna Thyra, Lovisa Petterkvist och Stig Stigson.
Agrell debuterade i tonåren med en följetong publicerad i tidningen Sensitivan. Debuten som dramatiker ägde rum 1881 med Hvarför? och genombrottet kom 1882 med Räddad. Under det tidiga 1880-talet var hon den mest spelade författaren på Dramaten och nådde stora framgångar med pjäserna Småstadslif, Dömd och Ensam. År 1886 vände de litterära framgångarna och Agrell kritiserades hårt i pressen. På 1890-talet nådde hon på nytt framgång med sina litterära kåserier och Norrlandsskildringar under pseudonymerna Lovisa Petterkvist och Stig Stigson. Hon fortsatte att ge ut böcker under 1900-talet, men dalade i popularitet. Efter sin död kom Agrell att utelämnas i de flesta litterära översiktsverk och var länge en närmast bortglömd författare. På 1970- och 1980-talen återupptäcktes hennes författarskap och hennes liv och verk blev föremål för vetenskaplig forskning. År 2007 spelades Räddad för första gången på över ett sekel och Agrells böcker började komma ut i nyutgåvor. Åren 2008–2010 delades Alfhildpriset ut till minne av Agrell och 2011 fick hon en sal uppkallad efter sig på Härnösands bibliotek. År 2014 publicerades Ingeborg Nordin Hennels biografi Alfhild Agrell – rebell, humorist, berättare.
Hon var dotter till konditor Erik Johan Martin och Carolina Margareta Adolphson. Mellan 1868 och 1895 var hon gift med grosshandlaren Per Albert Agrell.

## Biografi

### Uppväxt och tidiga år

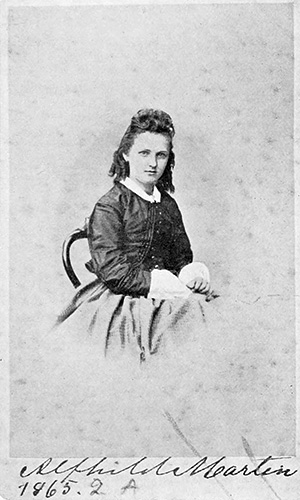
Alfhild Agrell 16 år.

Alfhild Teresia Agrell föddes Martin den 14 januari 1849 i Härnösand. Hon var dotter till konditor Erik Johan Martin och Carolina Margareta Adolphson. Fadern hette ursprungligen Eriksson och kom från en bondefamilj i Torsåker. Som sextonåring reste han till Stockholm där han arbetade i Gamla stan, först som kypare och därefter som källarmästare. Efter drygt tio år i Stockholm flyttade han till Härnösand och etablerade sig som konditor. I samband med detta bytte han först efternamn till Åkerlund Martin och därefter enbart Martin. Fadern har av Agrell beskrivits som ”blid, ljus och musikalisk”. Modern kom ursprungligen från Stockholm och var dotter till en ämbetsman i Konfiskationskontoret. Modern har av Agrell beskrivits som ”frisinnad, käck och skarp”. År 1846 gifte sig föräldrarna och fick förutom Agrell även dottern Alma 1847.
Familjen bodde på Stora Torget 94, beläget mellan gamla polishuset och nuvarande Trädgårdsgatan 2. Familjen var välbeställd och fadern ägde även ytterligare en intilliggande fastighet som tillsammans med bostadshuset hyste flera affärsidkare och handelsbolag. Därtill ägde han fyra marknadsbodar, två i Sollefteå och två i Hammar.
Lite är känt om Agrells skolgång i Härnösand. Säkert är dock att hon tillsammans med systern under ett par vinterhalvår vistades hos en moster i Stockholm. Mostern var lärare och höll flickpension där systrarna tilläts komplettera de elementära kunskaper de skaffat sig i hemstaden. Undervisningen i Stockholm var inriktad mot språk och musik. Agrell har själv intygat att hennes studieintresse inte alltid var det bästa, bortsett från ämnen som eggade hennes fantasi.
| ”                                     | Det som behagade mig sög jag litet sötma ur – för resten drog hela min natur ihop sig på det mest underliga sätt. Jag spekulerade över en sten eller en blomma eller en myra eller en fisk, men jag minns aldrig att jag spekulerade över en bok. | „ |
| – Agrell om det egna studieintresset. | |   |

Stockholm var även platsen för Agrells konfirmation som en följd av att modern sedan år tillbaka haft en kontrovers med kyrkan i Härnösand. Agrell avskydde konfirmationsundervisningens utantilläxor och blev också äcklad av de medkonfirmander som grät när de skulle ta nattvarden. Hon upplevde frälsningsläran som betänklig då hon ansåg att ”en bra karl borde hjälpa sig själv”. Trots detta skulle Agrell som nyinflyttad till Stockholm vid 1870-talets slut ofta besöka kyrkan då hennes ”romantik” hade behov av något ”vackert”.
Agrells största intresse under uppväxttiden var musiken. I faderns konditori uppträdde en rad kringresande musiker där Agrell kunde lyssna till bland andra Emil Zedeter. Agrell utmärkte sig som en ”originell notläserska” och under tiden hos mostern i Stockholm tog hon lektioner för Johann Hermann Berens. Denne fann dock Agrells notkunskaper bristfälliga och förpassade henne efter ett par lektioner till en annan lärare. Hon ingick också tillsammans med bland andra systern Alma i Anders Sidners kör i Härnösand, först i sopranstämman och efter något år i altstämman.
Vid sidan av musiken kom Agrell även att ägna sig åt skrivandet. Under 1860-talets första hälft startade Agrells syster Alma tidningen Sensitivan tillsammans med en väninna. Tidningen fick en liten skara prenumeranter och behövde en följetong. Agrell tillfrågades och skrev för ändamålet berättelsen Axia, eller Det bortrövade barnet. Senare skrev hon även den satiriska berättelsen En skalbaggiad för samma tidning. Sensitivan lades ned efter ungefär ett år då den blivit utkonkurrerad av en tidning för herrar. Uppgifter om vad Agrell vid denna tid kan ha läst och haft som litterära influenser finns i stort inte att tillgå. Enligt Hellen Lindgren läste hon romaner av Eugène Sue och Fenimore Cooper.

### Giftermål och flytt till Sundsvall
Den 14 oktober 1868 gifte sig Agrell med grosshandlaren Per Albert Agrell, rektorsson från Strängnäs. Bara ett halvår tidigare hade fadern Erik Martin avlidit och Alfhild Agrells förmyndare kom då att bli räntmästaren och riddaren av Vasaorden, Per Niklas Fougt (1813–1895). I och med giftermålet kom förmyndarskapet att övertas av Per Albert Agrell i egenskap av äkta make. Möjligen kan det faktum att giftermålet skedde så snart inpå faderns död förklaras av att dottern behövde en försörjare. Kort efter Agrells giftermål ingick även systern Alma äktenskap med affärsmannen Anders Borgström. Systrarnas bröllop firades gemensamt i Stockholm den 12 november 1868 och därefter kom modern och Alma att bosätta sig där. Efter sina respektive giftermål kom systrarna inte att ha särskilt mycket kontakt.
Efter giftermålet flyttade Agrell till Sundsvall. Uppgifter om hennes tid där är i de närmaste obefintliga, vilket delvis förklaras av Sundsvallsbranden den 25 juni 1888 där stora delar av stadens kyrkoarkiv gick förlorade. I en artikel i Sundsvalls-Posten 1895 beskrevs hon som ”en stjärna i det dåtida Sundsvalls societet, drottning på alla dess baler.” Enligt uppgift från Ellen Key drabbades Agrell under Sundsvallstiden även av ett eller flera missfall. Äktenskapet kom att förbli barnlöst till stor smärta för Agrell. Enligt Key var det för att hantera detta trauma som Agrell började ”läsa samt syssla med sociala spörsmål”.

### Flytten till Stockholm

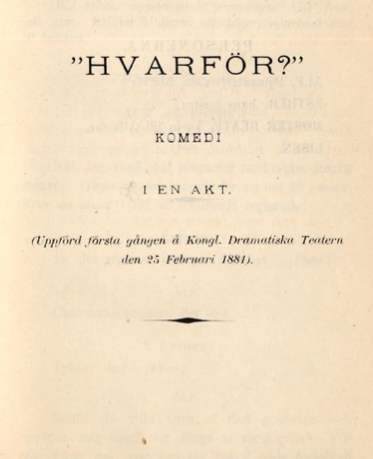
Titelsida till Agrells första drama Hvarför? (1882)

I samband med att maken avancerade till grosshandlare och ombudsman i Stockholms köpmannaförening flyttade makarna Agrell till huvudstaden under hösten 1876. De bosatte sig i en våning på Nybrogatan och senare på Humlegårdsgatan 25, Grev Turegatan 69 och Brahegatan. Efter tre år i huvudstaden gjorde hon sin egentliga litterära debut 1879 då hon under pseudonymen Thyra lät publicera fyra berättelser i Dagens Nyheter med huvudrubriken Skymningsprat. Litterärt liknar berättelserna de folklivsskildringar som skulle prägla Agrells senare författarskap.
Redan under tiden i Sundsvall hade Agrell varit intresserad av teater och ägnat sig åt amatörskådespeleri. I Stockholm funderade hon på att fortsätta på denna väg som professionell aktris. I detta syfte gjorde hon ett inträdesprov på Dramaten, men inga uppgifter finns tillhanda om hur detta gick. Klart är dock att hon inte under sin levnadstid kom att verka som professionell skådespelare. Att Agrell hade fallenhet för yrket vittnade flera personer om som hört henne berätta historier eller recitera, däribland Hellen Lindgren, Claës Lundin och Klara Johanson.
I stället för att bli skådespelare började Agrell verka som dramatiker. Hon debuterade med enaktaren Hvarför? som hade premiär den 15 februari 1881 på Dramaten. Denna följdes av ytterligare en enaktare, En hufvudsak, med premiär på nyårsdagen 1882. Pjäserna mottogs i huvudsak väl av kritikerna, men blev inga succéer likt många andra enaktare som fungerade som utfyllnadspjäser till större verk. I verken etablerade Agrell motiv som hon skulle återkomma till senare i sitt författarskap, till exempel problemkomplexet kärlek eller pengar. I Hvarför? återfinns även en första allusion till Henrik Ibsens Ett dockhem, något som skulle komma att fördjupas i hennes nästa verk, Räddad.

### Genombrottet

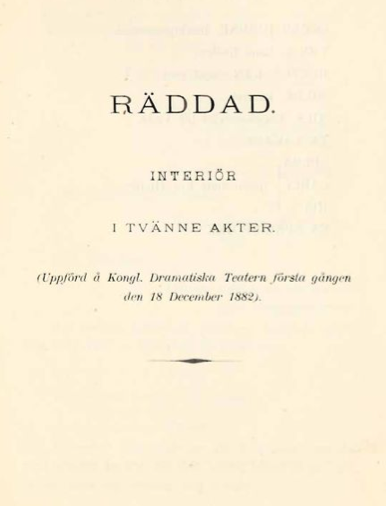
Titelsidan till Agrells genombrottsverk Räddad

Agrells genombrottsverk kom att bli dramat Räddad som hade premiär på Dramaten den 18 december 1882. Pjäsen handlar om en kvinna som bryter upp från sitt äktenskap sedan maken satt familjen på ekonomiskt obestånd. Tematiskt liknar pjäsen Ibsens Ett dockhem, något som uppmärksammades i den samtida pressen. Pjäsen är dock inte en Ibsen-imitation utan går snarare i dialog med hans verk. Agrell målar emellertid i sin pjäs upp en mer pessimistisk bild av kvinnans möjlighet till självförverkligande inom äktenskapet och konflikten är hårdare tillspetsad.
Uppsättningen blev en stor framgång och spelades under sitt första år 22 gånger på Dramaten (att en pjäs spelades mer än tio gånger hörde till ovanligheterna). Därtill gick pjäsen på export till landsorten och till utlandet. Även i pressen mottogs dramat väl där det fick stor publicitet. Claës Lundin skrev i Stockholms Dagblad att frånsett August Strindbergs Mäster Olof så hade Räddad ”större betydelse än något annat som på lång tid uppförts på svensk scen”. Även den konservativa kritikern Carl David af Wirsén, som normalt sett inte var en vän av åttiotalisterna, berömde pjäsen, även om han fann dess tematik ”tillbakastötande”. Pjäsen utgavs 1883 i bokform som en del av samlingen Dramatiska arbeten I, tillsammans med Hvarför? och En hufvudsak.
Knappt fyra månader efter premiären av Räddad gav Agrell en ny pjäs, farsen Småstadslif (1884). Pjäsen var hennes största satsning inom komedigenren och hade premiär den 13 april 1883 på Södra Teatern. I pjäsen driver hon med spänningarna på 1840-talet mellan den kulturlösa krämarstaden Näsvik (Sundsvall) och det bildade Sandö (Härnösand) med sin landshövding. Den kom att bli en ny succé för Agrell och spelades 17 kvällar på Södra Teatern, två kvällar på Mindre teatern i Göteborg och på turné i landsorten. Den samtida pressen vittnar om att pjäsen utlöste ”frenetiska” skrattsalvor hos publiken och blev även en succé hos kritikerna. I recensioner kallades hon den ”värderade” och ”uppburna författarinnan” och hennes rollfigurer bedömdes vara hämtade direkt ur livet. Pjäsen mottogs dock inte väl när den spelades i barndomsstaden Härnösand där publiken såg den som en illvillig karikatyr av personer och händelser i stadens historia.
Samtidigt som de dramatiska framgångarna tog fart befann sig Agrell på resande fot i Italien. Under resan skrev hon en serie resebrev som publicerades i tidningen Nya Dagligt Allehanda och därefter gavs ut i bokform som Bilder från Italien 1883. Boken gavs likt hennes tidigare arbeten ut under pseudonymen Thyra, trots att hennes riktiga namn nu var känt. Den kom att passera nästan obemärkt förbi i pressen, men i Aftonbladet skrev anmälaren att novellisten Thyra saknade dramatikern Thyras kraft. I Nya Dagligt Allehanda publicerades en positiv recension till försvar för Agrell.

### Fortsatta framgångar
Framgångarna med Räddad och Småstadslif hade i pressen positionerat Agrell som en av det tidiga 1880-talets mest intresseranta dramatiker. Denna roll kom att befästas ytterligare med hennes nästa drama, Dömd. Pjäsen hade premiär den 16 februari 1884 på Dramaten och väckte stor sensation och dess provokativa innehåll ledde till diskussioner inom teatervärlden. I Dömd försöker en ung ogift mor kräva samma dom för sin förförare som samhället utkräver av henne själv för deras gemensamma utomäktenskapliga barn. Pjäsen blev med detta ett inlägg i 1880-talets sedlighetsdebatt.
Pjäsen kom att spelas tolv gånger på Dramaten och hade förmodligen spelats längre om inte en av skådespelarna, Helfrid Kinmansson, blivit sjuk. Den spelades också på turné i landsorten. Georg Nordensvan beskrev i en samtida recension hur pjäsen i Stockholm spelades inför en fullsatt salong och hur publiken betraktade stycket med spänning. I pressen fick Dömd ett blandat mottagande där stycket berömdes för sitt mod och kallades för ”sann och verkningsfull realism”. Pjäsen fick också utstå kritik av mer konservativa kritiker som ansåg ämnet som opassande. Selma Lagerlöf och Hjalmar Branting berömde pjäsen, medan August Strindberg var mer kritisk. Dömd gavs ut i bokform 1884 under namnet Dramatiska arbeten II tillsammans med Småstadslif.
År 1884 gav Agrell dessutom ut sin första volym folklivsskildringar, Från land och stad. Boken fick ett positivt bemötande i pressen. Därtill utgav hon enaktaren En lektion i bokform. Pjäsen skulle ha premiär först 1886 på Dramaten.

### Hvad ingen serochEnsam

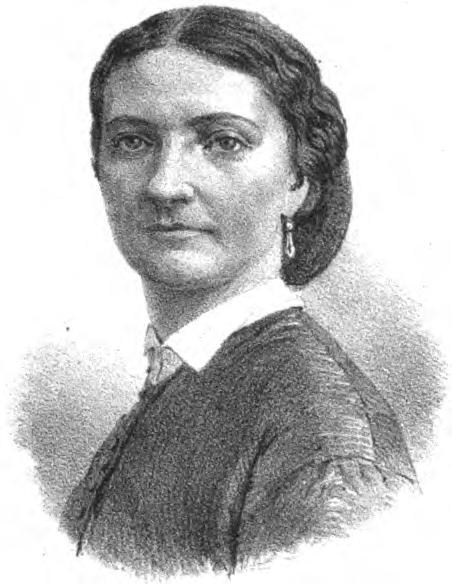
Elise Hwasser spelade en av huvudrollerna i dramat Ensam

År 1885 publicerade Agrell sin första novellsamling, Hvad ingen ser, med sammanlagt fem noveller. Novellerna behandlar relationen mellan man och kvinna samt fattiga arbetarbarns tillvaro i Stockholm och är en kritisk skildring av bland annat klassamhället, de så kallade resonemangsäktenskapen där unga kvinnor tvingades gifta sig med äldre män, och kristendomen. För den sistnämnda menade Svenska Dagbladets recensent att Agrell kunde ha åtalats för blasfemi om hon inte valt att klä sin kritik i en fiktiv litterär gestalt. Samlingen fick ett blandat mottagande i pressen där den samlade bedömningen återigen var att novellisten Agrell inte kunde mäta sig med dramatikern Agrell. Carl David af Wirsén gick längst i sin kritik och frågade sig hur det kunde vare möjligt att samlingen getts ut.
Den 3 februari 1886 hade Agrells nästa drama Ensam premiär på Dramaten i Stockholm. Pjäsen skildrar den socialt engagerade Thora som trots omgivningens motvilja tagit hand om sin utomäktenskapliga dotter. Ensam blev en succé och spelades vid 15 tillfällen under våren och hösten 1886. Senare spelades pjäsen även i Göteborg, den svenska landsorten samt i Helsingfors, London och Frankfurt am Main. I Stockholm spelades huvudrollerna av två av dåtidens stora svenska skådespelare, Elise Hwasser och Gustaf Fredrikson, och i pressen beskrevs pjäsen som den teaterpremiär som Stockholmspubliken väntat mest på det gångna året. Pjäsen fick ett övervägande positivt mottagande i pressen, utom i konservativa tidningar som avfärdade stycket som en Ibsen-imitation.
Som förpjäs spelades Agrells enaktare En lektion vilken skildrade nygiftas vantrivsel i sina äktenskap. Pjäsen var specialskriven för den populäre skådespelaren Ellen Hartman. Pjäsen gick tämligen spårlöst förbi i pressen. En lektion gavs tillsammans med Ensam ut i bokform 1886.

### Motgångar

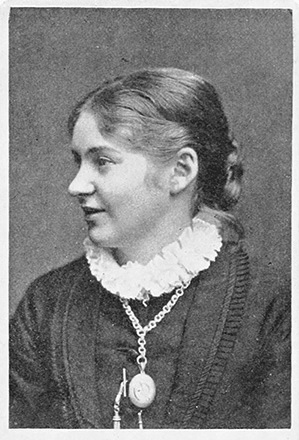
Mathilda Malling, en av de personer som riktade skarp kritik mot Agrell

Efter flera framgångsrika år kom år 1886 att bli en vändpunkt i Agrells författarskap. Förklaringen till detta är att den så kallade kvinnofrågan började klinga ut detta år och åttiotalisternas litterära betydelse därmed ansågs överspelad. Agrell kritiserades av flera samtida författare, bland andra Herman Bang, Mathilda Malling och Ola Hansson. Malling var en av de mer högljudda kritikerna och i artikeln ”Om efterklangs- och indignationslitteratur i Sverige” i tidskriften Framåt menade hon att Agrells dramatiska produktion var ett själlöst plagiat av Henrik Ibsen. Inlägget utlöste en debatt som pågick i tidskriften året ut. Agrell svarade kritikerna den 1 december 1886 i ett kort inlägg. Kritiken mot Agrell fördjupades 1887 då författaren Gustaf af Geijerstam under en föredragsturné menade att Agrells dramer var överskattade och kallade henne för idiotisk. Sammantaget blev kritiken ett markant bakslag för Agrell.
År 1886 reste Agrell även till Köpenhamn. Där träffade hon bland andra Georg Brandes, Axel Lundegård, Magdalene Thoresen och Otto Borchsenius. Efter hemkomsten till Stockholm skrev hon ett par kåserier i Stockholms Dagblad om sin vistelse. Hon återvände till Köpenhamn under hösten samma år, i huvudsak för att delta i slutrepetitionerna av hennes drama Räddad som skulle ha dansk premiär på Dagmarteatern samma höst. Där blev pjäsen inte samma succé som i Stockholm fyra år tidigare och kritiserades i pressen av bland andra Edvard Brandes.
Under våren 1887 drabbades Agrell av ögon- och ”nervproblem” och vistades därför i Stockholms skärgård för att idka friluftsliv samt för att äta upp sig. Hon deltog också i föreningslivet och blev medlem i Kvinnoklubben och Heimdal. Den 24 september 1887 var hon tillsammans med Anne Charlotte Leffler och Anna Retzius värdinna för Henriks Ibsens mottagning på Grand Hôtel i Stockholm. I anslutning till händelsen kunde Agrell stifta bekantskap med Ibsen under en mer informell sammankomst hemma hos Leffler.
Under konvalescenstiden i skärgården började hon skriva på en uppföljare till Från land och stad. Resultatet blev På landsbygden, likt föregångaren en samling folklivsskildringar. Samlingen utgavs i slutet av 1887 på Hugo Gebers förlag. Hon dramatiserade också novellen En bröllopsdag. Försök gjordes att få den uppsatt på Dramaten men utan framgång.
År 1887 hade Agrell färdigställt sitt nästa drama, Vår!. Pjäsen består av sex akter fördelade på två avdelningar ”som egentligen bilda två pjeser för sig, varierande samma motiv på olika plan”. Den handlar om en tjänstemannadotter från Stockholm som gifter sig med en hantverkare och flyttar till Norrland, där hon blir viljestark värdshusvärdinna som struntar i konventionerna. Den har tolkats som Alfhild Agrells egen familjehistoria. Dramat antogs för spelning på Dramaten 1887 och började repeteras i februari. Pjäsen visade sig dock bli för dyr för teatern och föreställningen ställdes in. Teaterchefen Anders Willman erbjöd sig att försöka få pjäsen uppsatt på Kungliga Operan men även detta företag gick i stöpet. I november 1888 kontaktade Agrell Ludvig Josephson för att försöka få pjäsen uppsatt på Svenska teatern i Stockholm och i juli 1889 Harald Molander vid Svenska Teatern i Helsingfors i samma ärende. Inget av försöken kom att bli framgångsrikt.
Under 1888 gick Agrell in i en kris vars närmare detaljer till stor del är okända. Klart är dock att hon hade lungproblem och vistades på ett hälsohem i Stallarholmen för att återhämta sig. År 1889 reste hon till Italien och Schweiz för att kurera sig för sin lungsjukdom. Under dessa resor skrev hos ”skisser” som publicerades i Stockholms Dagblad under våren 1889. Därefter vistades hon i vännen Amanda Kerfstedts sommarhus i Trosa. I november 1889 utkom Vår! i bokform på Hugo Gebers förlag. I pressen fick pjäsen ett övervägande negativt mottagande, där den samlade åsikten var att dramat skulle kunna bli spelbart om det ströks ned till ett mer hanterbart format. Vår! kom att bli den första av Agrells fleraktare som aldrig uppfördes på en teaterscen.
I oktober 1890 utkom Agrell med berättelsesamlingen Under tallar och pinier. Samlingens första del innehåller berättelser från Norrland och dess andra del minnesbilder från resan Agrell företagit till Italien 1889. I synnerhet de förra mottogs väl i pressen då man ansåg dessa bottna i ”verkligheten”. Italien-skildringarna kritiserades för att innehålla mer konstruktion och konvention. Bland berättelserna väckte ”En slutscen” särskild uppmärksamhet eftersom dess huvudperson Henrik Dal baserades på August Strindberg, vilket uppmärksammades av ett par av samtidens recensenter. Novellen översattes till engelska av Gustav Lichtenstein och publicerades i The New Review. Vid samma tid spelades Räddad i London och Frankfurt am Main där de mottogs förhållandevis väl.

### Lovisa Petterkvist och Stig Stigson

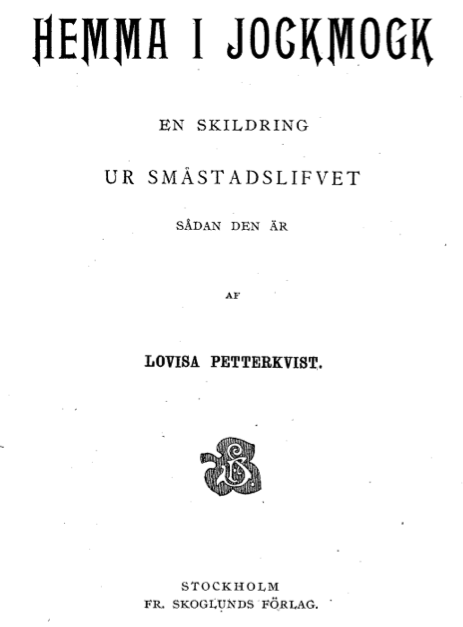
Hemma i Jockmock, den ena av Agrells humoristiska dagboksromaner under pseudonymen Lovisa Petterkvist.

Med början år 1892 började Agrell skriva böcker under pseudonymen Lovisa Petterkvist. Sammanlagt skrevs två böcker: I Stockholm (1892) och Hemma i Jockmock (1896). Böckerna var ett slags humoristiska dagboksromaner med inslag av satir och har också kallats kåserier och reportage. Den litterära förebilden för dessa var den tyske kemisten och författaren Julius Stindes böcker om matronan Wilhelmine Buchholz. I Stockholm och Hemma i Jockmock kom att bli Agrells största försäljningsframgångar och etablerade henne som ett litterärt namn utanför dramatiken. I den svenska pressen ansågs böckerna vara bättre än Julius Stindes och berömdes för sin humor. Vissa personer uppfattade också att Agrell genom humorn skapade en frizon för att föra fram genuspolitiska och kulturkritiska åsikter om sin samtid. Exempelvis skrev Ellen Key i ett brev till Anne Charlotte Leffler att Agrell ”smyger in nya tankar, som annars äro ämnen för strid och kiv under löjets mask i mången hemkrets, dit de annars aldrig skulle nå”. Först fem månader efter att I Stockholm getts ut avslöjades att Agrell dolde sig bakom pseudonymen. Pressen hade dessförinnan förutsatt att boken var skriven av en man. Hemma i Jockmock skildrar trots namnet inte Jokkmokk, utan miljön uppvisar i stället likheter med Agrells barndomsstad Härnösand. Agrell återkom 1897 till Lovisa Petterkvist i en serie Idun-artiklar. Dessa var skrivna i anslutning till Allmänna konst- och industriutställningen detta år för att fira Oscar II:s 25 år som regent. 1898 skrev och framförde Agrell en text under pseudonymen på en fest tillägnad Henrik Ibsen i Stockholm.
Parallellt med de nya framgångarna led Agrell privat av fortsatta lungproblem. Sommaren 1891 tillbringade hon på ett sanatorium i Ulricehamn. Under 1892 bodde hon i Åre sedan hon blivit rådd av läkare att andas fjälluft. På hösten samma år begav hon sig på en två år lång utlandsresa för att vistas på olika kurorter i Italien, Schweiz och Frankrike. Sensommaren 1894 tillbringade hon på nytt på Stallarholmen och sommaren 1895 var hon på ett hälsohem i Tenhult. De många resorna blev dyra och Agrell tvingades låna pengar av vänner för att bekosta sitt uppehälle. Vid sidan av sjukdomen hade hon och maken äktenskapliga problem. I juni 1895 skilde sig paret efter flera års disharmoni i äktenskapet. Efter skilsmässan drabbades Alfhild Agrell av en depression som bland annat tog sig uttryck i att hon ofta bytte bostad.
Efter succén med Lovisa Petterkvist började Agrell skriva Norrlandsskildringar under pseudonymen Stig Stigson. 1898 utkom Nordanfrån, följt av samlingen Norrlandsgubbar och Norrlandsgummor samt andra gamlingar och ungdomar 1899. Litterärt var dessa en återgång till de folklivsskildringar som Agrell skrivit i bland annat Från land och stad (1884) och På landsbygden (1887). Precis som med Lovisa Petterkvist förutsatte delar av kritikerkåren att en man dolde sig bakom pseudonymen. Stig Stigson mottogs övervägande positivt i samtiden. Bland annat imponerades Agrells tidigare kritiker Carl David af Wirsén av Nordanfråns ”märgfulla natur- och livsbilder”. Vissa kritiker uppfattade verken som alltför lika Pelle Molins Ådalens poesi och var därför kritiska.

### Fortsatt ohälsa och återgång till dramatiken

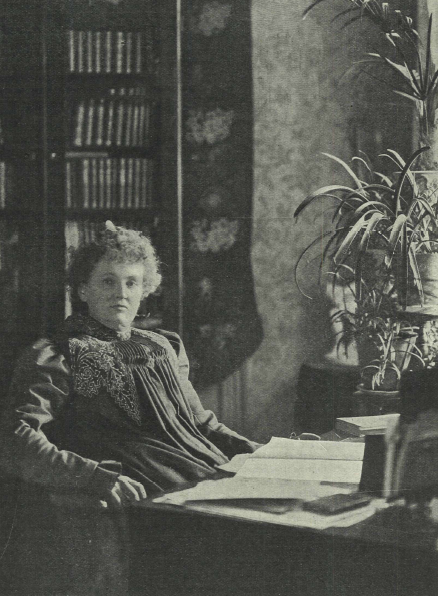
Agrell i tidskriften Idun 1899.

Privat led Agrell fortfarande av sin lungsjukdom. Sommaren 1899 sökte hon ännu en gång bot söderut i schweiziska Montreux. Agrell stannade där till november 1899 och under vistelsen skrev hon sex resebrev som publicerades i tidskriften Idun under rubriken ”Lovisa Petterkvist i Europa”. I december 1899 intervjuade Ernst Högman Agrell i hennes hem på Johannesgatan 20 i Stockholm. Intervjun publicerades i Idun och där avslöjades att Agrell arbetade på en dramatisering av I Stockholm och Hemma i Jockmock. Agrell uppvaktade senare Albert Ranft för att få pjäsen uppsatt men utan framgång. Pjäsen finns inte bevarad.
Agrell försökte också få sitt treaktsdrama Ingrid – En döds kärlekssaga uppsatt på Dramaten. Pjäsen hade skrivits redan 1894 och då lämnats in till teatern utan att bli antagen. År 1899 gjordes ett nytt försök på samma teater men återigen utan lycka. Pjäsen har aldrig uppförts men utkom i bokform år 1900. I pressen bemöttes pjäsen övervägande positivt.
I maj 1901 reste Agrell på en kurvistelse till fjällen, plågad av sin lungsjukdom. Resan finansierades av ett stipendium från Svenska Akademien. Senare samma år befann hon sig på en brunnsanstalt i Nybro. Därefter flyttade hon först till Regeringsgatan 77 i Stockholm och på hösten 1901 till Strängnäs. År 1901 utkom hon med sin första och enda barnbok, Prins Pompom. Sedan tidigare hade hon publicerat flera sagor i tidskrifter. Boken illustrerades av Elsa Beskow och utkom på Lars Hökerbergs förlag. Den fick ett blandat mottagande i pressen och Agrell kritiserades för att vara alltför experimentell. Vid samma tid skrev Agrell också på ett vuxenlitterärt verk som aldrig kom att färdigställas. Enda spåret av detta är fyra ”skisser” publicerade i tidskriften Idun 1901. År 1902 flyttade hon till Gnesta där hon kom att bo i tre år.

### De sista åren

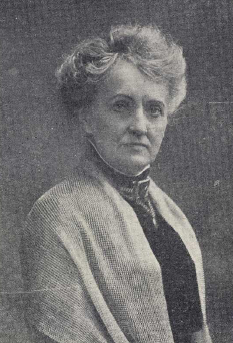
Alfhild Agrell 1919.

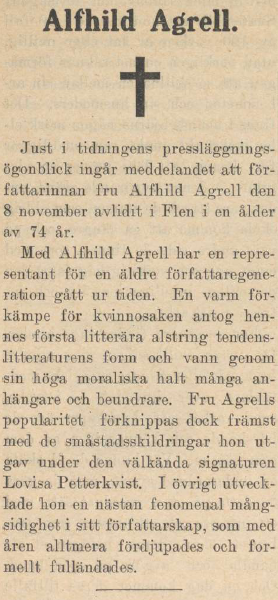
Nekrolog över Alfhild Agrell i nummer 45 av Kvinnornas Tidning 1923.

Under åren kring sekelskiftet arbetade Agrell på romanen Guds drömmare. I juli 1903 låg denna klar för tryckning vid Skoglunds bokförlag och utkom knappt ett år senare, 1904. Agrell betraktade boken som ”sin mest angelägna litterära satsning” och tematiskt kretsar den kring själsligt sökande. Två av romanfigurerna uppvisar stora likheter med Agrells egna föräldrar. Romanen fick ett blandat mottagande i pressen. Till de positiva hörde den tongivande kritikern Oscar Levertin i Svenska Dagbladet. Andra var mer negativa och tyckte att boken var alltför lidelsefull och våldsam.
Efter Guds drömmare stagnerade Agrells litterära kreativitet. Undantaget några få noveller och insändare publicerades ingenting förrän 1910. Då utkom Norrlandshumör, en samling bestående av några av hennes tidigare Norrlandsskildringar. Trots hennes litterära improduktivitet tilldelades hon under dessa år flera stipendier. År 1908 mottog hon ett stipendium av Svenska Akademien och 1909 Iduns Kvinnliga Akademies stipendium. Hennes 70-årsdag 1909 uppmärksammades med ett porträtt i Dagny.
Åren 1909–1910 vistades Agrell till stor del i Italien där hon bland annat besökte den tidigare vännen Anne Charlotte Lefflers make Pasquale del Pezzo med familj. År 1910 sattes också Ensam upp på Folkteatern och vid ett tillfälle på Folkets hus teater, båda i Stockholm. Pjäsen är den enda av Agrell som fick nypremiär i Sverige under hennes livstid. När hon återvände till Sverige 1910 inleddes en serie flyttar som skulle ta henne till Köpenhamn, Vänersborg, Eksjö, Aneby, Stockholm och Göteborg. Hon var ekonomiskt utarmad och led också av fysisk och psykisk ohälsa med självmordstankar och förföljelsemani. Ett visst ekonomiskt tillskott kom 1912 då hon belönades med stipendium från Sveriges Författareförening. År 1916 mottog hon 1 000 kronor av Samfundet De Nio.
År 1918 försökte Agrell bringa nytt liv i Lovisa Petterkvist i tidningen Hela världen. Trots att flera artiklar utlovades mäktade Agrell bara med att skriva en. År 1919 utkom hon med sitt sista verk En lappbok. Boken innehåller en samling berättelser förlagda till samisk miljö. Den tar tydligt parti för den samiska minoriteten. Boken mottogs övervägande negativt i pressen.
Under de sista åren av sitt liv utvecklade Agrell ett slags människoskygghet. Bland annat avsade hon sig alla besök från vänner. Vid tidpunkten för sin död var Agrell skriven i Aneby i Bredestads församling i Jönköpings län, men bodde på ett sjukhem i Flen. Hon avled den 8 november 1923 av ålderdomssvaghet (marasmus senilis). Hon beskrevs som ”utmärglad, liten och späd”. Ingen bouppteckning gjordes eftersom hon var medellös. I enlighet med Agrells vilja tillkännagavs hennes bortgång i Dagens Nyheter den 14 november 1923. I annonsen stod hennes systerdotter Astrid Trolle som anhörig. Det kunde även läsas att ”blommor undanbedes” men att man i stället kunde ge pengar till Djurskyddsföreningen. Jordfästningen ägde rum i Norra kyrkogårdens krematorium i Stockholm den 15 november 1923. Vid jordfästningen närvarade ett fåtal vänner samt nämnda Astrid Trolle. Agrell gravsattes i sina föräldrars grav på Säbrå kyrkogård utanför Härnösand. Hennes död fick inget stort genomslag i medierna. Ellen Kleman skrev dock en nekrolog i tidskriften Hertha. Ytterligare en nekrolog publicerades i Kvinnornas Tidning, nummer 45 1923.

## Eftermäle

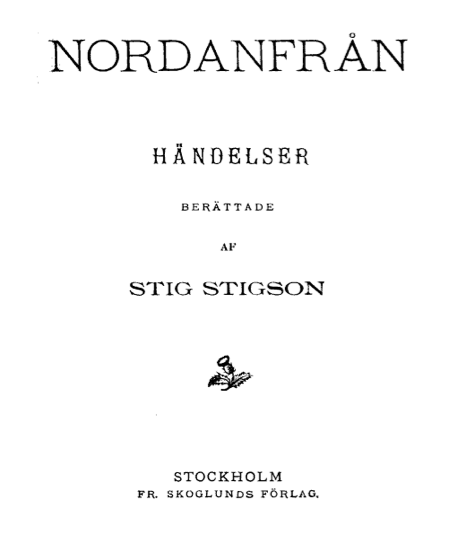
Nordanfrån utkom i nyutgåva 1977. Det var första gången sedan 1917 en av Agrells böcker utkom i nyutgåva.

Agrell var redan vid sin död en närmast bortglömd författare. År 1936 fanns hon med i litteraturöversiktsverket Levande svensk litteratur från äldsta tider till våra dagar. Vol. 1, men efter det var hon helt utelämnad i litteraturhistoriska verk fram till 1970-talet. År 1977 utkom Nordanfrån i en ny upplaga och 1978 skrev Barbro Werkmäster artikeln I lifvet i Författarnas litteraturhistoria 2 som handlade om Agrells liv och gärning. År 1981 utkom Ingeborg Nordin Hennels Dömd och glömd: en studie i Alfhild Agrells liv och dikt, den första boken som uteslutande handlar om Agrell. Nordin Hennel publicerade under 1980-talet flera vetenskapliga artiklar om Agrell. Även Christina Dalhede skrev två artiklar under 1980-talet där hon i den ena jämförde Agrells drama Räddad med Henrik Ibsens Ett dockhem och i den andra analyserade En lektion.
Under 1990-talet fortsatte Agrell att uppmärksammas i flera artiklar. År 1992 beskrev Rune M. Lindgren Agrell som folklivsskildrare och 1993 skrev Nordin Hennel artikeln Strid är sanning, frid är lögn, som berör Agrells och Anne Charlotte Lefflers författargärningar. År 1993 utgavs också Agrells novell Skymning (ursprungligen i Hvad ingen ser 1885) som en del av samlingen Synd – Noveller av det moderna genombrottets kvinnor. Undantaget nyutgåvan av Nordanfrån 1977 var detta första gången som Agrell publicerades i bokform sedan 1919. År 1994 porträtterades hon i filmen Fritänkaren – filmen om Strindberg där hon spelades av Maria Bång. År 1997 utkom boken Bakom maskerna (red. Yvonne Leffler) som behandlar Victoria Benedictssons, Lefflers och Agrells författarskap.
År 2000 utkom Margareta Wimarks avhandling Noras systrar: nordisk dramatik och teater 1879–99 som bland annat berör Agrell. Agrells dramatik beskrivs också i artikeln Ni är alltför skarpsinnig fru biskopinna! – tilltalsskick i några svenska 1800-talsdramer i Rapport från den fjärde nordiska konferensen om språk och kön, Göteborg den 6-7 oktober 2000. Med början 2004 digitaliserades de flesta av Agrells verk och gjordes tillgängliga på Projekt Runeberg och Dramawebben. År 2007 utkom dramat Räddad i två olika nyutgåvor, den första på Atrium Förlag, med efterskrift av Nordin Hennel, och den andra på Rosenlarv Förlag.
Räddad spelades 2007 som en del av Spetsprojektet med premiär på Östgötateatern i Norrköping den 15 september. Därefter spelades den i Linköpings stadsteater och sedan på turné under våren 2008. Pjäsen lovordades av pressen och Östgöta Correspondentens recensent menade att ”Räddad hör numera till vår litterära och dramatiska kanon”. Under 2007 anordnade Dramaten läsning av Agrells dramer Ensam och Dömd. År 2008 instiftades Alfhildpriset av Riksteatern och Östgötateatern och delades ut 2008–2010. År 2008 lade Karin Berglund fram sin magisteruppsats ”En älskvärd uppenbarelse!”: om receptionen av moster Lisen i Alfhild Agrells ”Dömd”.
För första gången sedan 1904 utkom 2009 Agrells enda roman Guds drömmare i nyutgåva på Atrium Förlag. År 2010 publicerades Agrells novell Skön Rosamunda i tidskriften Provins och samma år översattes Räddad till farsi av Farrah Mustajärvi. Den 13 januari 2010 lästes översättningen högt av Mustajärvi vid Agrells grav på Säbrå kyrkogård utanför Härnösand.
I oktober 2011 fick Agrell en sal uppkallad efter sig på Härnösands bibliotek, Alfhild Agrell-salen, för att hedra hennes författargärning och för att uppmärksamma hennes anknytning till orten. I juni 2012 bildades Alfhild Agrell-sällskapet i Härnösand av bland andra Lena Fries-Gedin. År 2012 utkom också Agrells samlade dramatiska produktion på Atrium Förlag, se Dramatiska arbeten. År 2014 utgav Nordin Hennel en författarbiografi över Agrell, det hittills mest omfattande verket om Agrells liv och dikt.

## Tematik
Ett återkommande tema hos Agrell är moderskapets dualitet; dels som livsmöjlighet för kvinnan, dels som problem. Hos Agrell har äktenskapet ett värde i sig då det innebär en förhöjning av livskänslan. Det kan även innebära ett slags etisk kraft som verkar för att normalisera förhållandet mellan makarna i äktenskap som tidigare präglats av disharmoni. I andra avseenden beskrivs äktenskapet ur en mer problemorienterad synvinkel. Agrells rollfigurer tecknas inte sällan som sterilt förnuftiga mödrar som går det patriarkala systemet ärenden. Mödrarna uppfostrar sina döttrar till defensiva skuggfigurer och sina söner till det motsatta. Genom detta blir både män och kvinna offer för ett förvänt könsrollstänkande.
I Agrells dramatik återfinns flera olika teman. Ett återkommande sådant var äktenskapsfrågan med dess krav på ekonomisk och juridiskt jämställdhet mellan makarna. Frågan var en brännande fråga under 1880-talet och föremål för debatt. Agrell uppehöll sig dock inte bara vid den gifta kvinnans situation. Lika ofta uttrycker hennes texter ett engagemang för den ogifta och ensamma modern. I detta engagemang är den sexuella dubbelmoralen det som främst diskuteras. Hon argumenterade för att samma krav på sexuell avhållsamhet alternativt frihet skulle gälla för såväl män som kvinnor. Detta kommer bland annat till uttryck i pjäsen Dömd (1884) som handlar om en kvinna som fått barn innan äktenskapet. Genom att i sina texter ge uttryck för dessa teman kom Agrells verk att bli inlägg i 1880-talets sedlighetsdebatt.
Tematiken i verket Ensam (1886) liknar den i Dömd, men här diskuterar Agrell dessutom var gränsen för en moders förpliktelser gentemot sitt barn går. Modern i dramat slits mellan sin ungdomskärlek och föräldraansvaret. I konflikten tvingas modern välja mellan värdighet och sanning å ena sidan och kompromiss och anpassning å den andra.
Agrells kvinnliga huvudpersoner har gemensamt en fixering vid den romantiska kärleksdrömmen. Deras kärlek är ofta intensiv och utsätts för stora påfrestningar för att sedan svalna. I Nordanfrån (1898) skriver Agrell att det är ”ett tungt kvinnoarbete att sno om passionens vändskifva”. Kvinnorna socialiseras till en ensidig inriktning mot privatexistensen, där det är mannen som bekräftas hennes värde. Denna tematik återkommer i de flesta av Agrells verk, men tematiseras tydligast i novellsamlingen Hvad ingen ser (1885).

## Litterära influenser

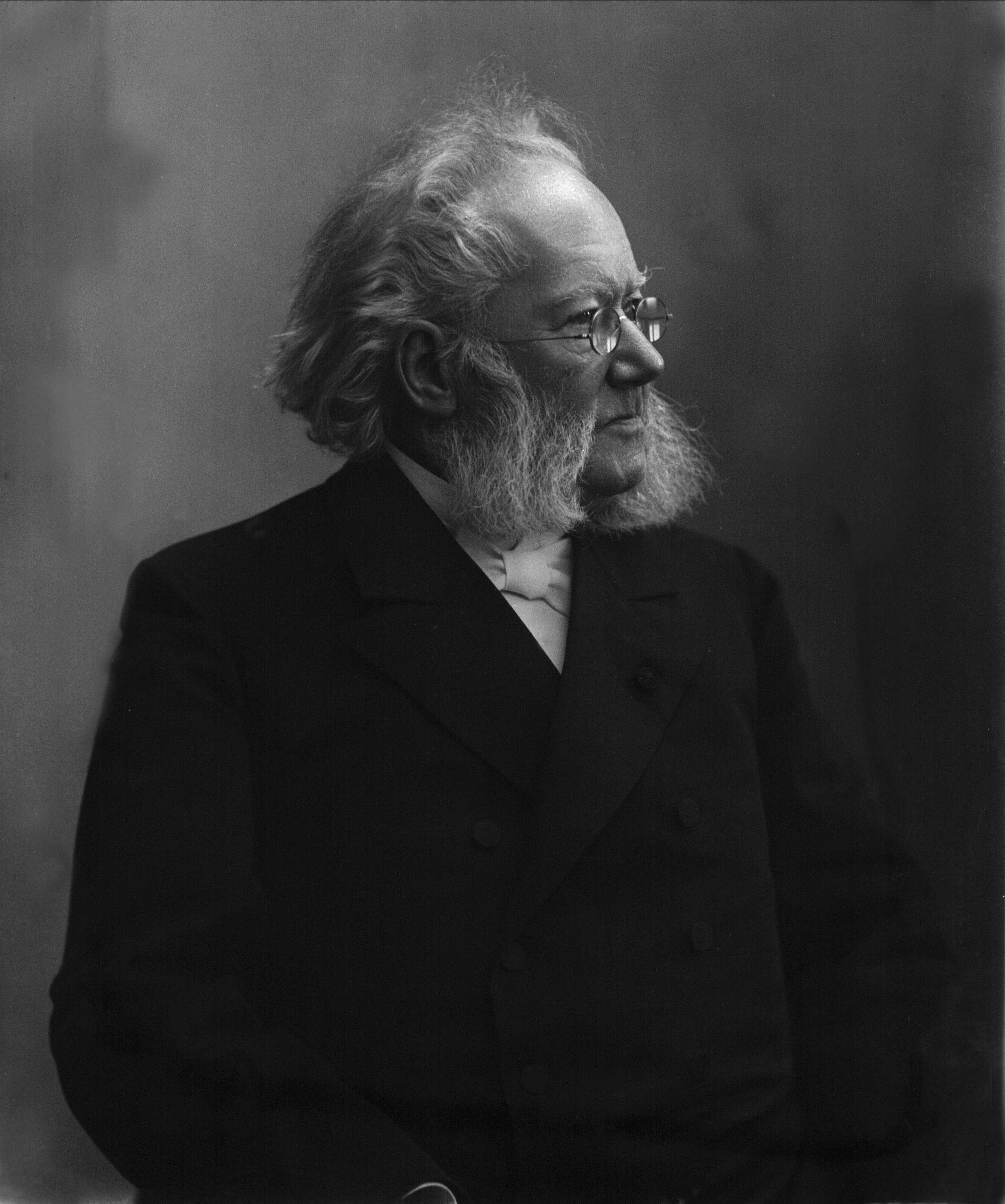
Henrik Ibsen.

Agrells största litterära influens är den norske dramatikern Henrik Ibsen. Mest uppenbart är detta i dramat Räddad (1882, tryckt 1883). Pjäsen är ett direkt svar på Ibsens Ett dockhem. Agrell målar emellertid i sin pjäs upp en mer pessimistisk bild av kvinnans möjlighet till självförverkligande inom äktenskapet och konflikten är hårdare tillspetsad. Hon visade därmed att kvinnans förhållande inte var så enkelt som Ibsen föreslog. Agrell anklagades, likt många andra kvinnliga författare under det moderna genombrottet, för att plagiera Ibsen. Senare forskning talar i stället om att Agrells verk ska ses som svar på Ibsens idéer där hon vidareutvecklar hans tankar ur andra förståelseperspektiv. Ingeborg Nordin Hennel skriver bland annat: ”Förklaringen till att de lägger sig så nära de norska dramerna som de gör, bör därför inte sökas i en brist på egna idéer, utan snarare i en genomtänkt taktik i syfte att göra sin stämma hörd och ge sin version av femininitet ur ett kvinnligt perspektiv.”
Agrells ambition var inte att dölja sin inspirationskälla för läsaren. I stället är hennes hänvisning till Ibsens förlagor uppenbara. Detta har tolkats som ett medvetet val från Agrells sida då hennes verk då avtecknar sig i tydlig kontrast till Ibsens.
En andra litterär influens är den tyske kemisten och författaren Julius Stinde. Denne fick stå som inspirationskälla till hennes kåserier under namnet Lovisa Petterkvist. Stinde hade nått stor framgång med sina böcker om matronan Wilhelmine Buchholz. Inspirationen från Stinde uppmärksammades redan i samtiden och i recensioner jämfördes Agrell med honom, oftast till hennes fördel. Agrells Lovisa Petterkvist-böcker kom att bli försäljningsmässiga succéer. Därmed tog hon upp kampen med Alfred Hedenstierna som den tidens svenskspråkiga humorist framför andra.

### Samlade upplagor och urval
- Synd – noveller av det moderna genombrottets kvinnor. Stockholm: Ordfront. 1993. Libris 7634352. ISBN 91-7324-425-2 – Innehåller författarens Skymning hämtad ur Hvad ingen ser.
- Dramatiska arbeten (1. utg. i denna version). Umeå: Atrium. 2012. Libris 12766053. ISBN 978-91-86095-27-7 – Inledning och efterskrift: Ingeborg Nordin Hennel.
- Nyss fått ditt bref. Och svarar så här! : Alfhild Agrells brev till Ellen Key. Atrium Förlag. 2022. Libris 3jhpgjrl1sqrh2ls. ISBN 9789189456082

### Digitaliserade manuskript
- En bröllopsdag – allmogebild i en akt. Libris 12506063. http://www.dramawebben.se/pjas/en-brollopsdag